# Зубов Костянтин Олександрович
Костянтин Олександрович Зубов (рос. Константин Александрович Зубов; нар. 20 вересня 1888, Базарний Сизган — пом. 22 листопада 1956, Москва) — російський актор, режисер і театральний педагог.

## Біографія
Народився 8 [20] вересня 1888 року в селі Базарному Сизгані Симбірської губернії Російської імперії (тепер селище міського типу Ульяновської області, Росія) в сім'ї вчителя малювання. Впродовж 1904—1905 років навчався в технічному училищі у місті Нансі у Франції; у 1905—1906 роках — на історико-філологічному факультеті Паризького університету. У 1906 році повернувся до Російської імперії і продовжив навчання в Санкт-Петербурзькому університеті, який закінчив 1908 року. Одночасно з навчанням займався в Петербурзькому театральному училищі у Володимира Давидова, грав у нього в гастрольної групі (сезон 1908 року; дебютував в ролі Альоші в спектаклі «Діти Ванюшина» Сергія Найденова). Потім навчався в Школі сценічного мистецтва Олесандра Саніна і Андрія Петровського.
Впродовж 1910—1915 років (крім сезону 1913—1914 років, коли служив в Самарі) працював в антрепризі Миколи Синельникова в Харкові, театрі «Соловцов» у Києві. У 1915—1916 роках грав у Театрі Корша у Москві. 
У 1917—1918 роках очолював Товариство акторів Іркутського драматичного театру, де вперше виступив як режисер. У 1918—1919 роках — артист і режисер театру М. Смоленського в Харбіні; у 1919—1921 роках — артист і режисер театру Є. Доліна у Владивостоці; у 1921—1924 роках працював в Першому Далекосхідному військово-революційному театрі в Хабаровську, Благовіщенську і Харбіні; у 1924—1925 роках — головний режисер Читинського державного театру.
У 1925—1931 роках — актор, режисер і завідувач трупою Московського театру Революції. У 1932—1938 роках — художній керівник московського Театру Ленради. З 1936 року — актор і режисер Малого театру (у 1945—1947 роках — заступник художнього керівника; з 1947 року — головний режисер). Член ВКП(б) з серпня 1942 року. З 1946 року — професор Театрального училища імені Михайла Щепкіна. Обирався депутатом Верховної Ради РРФСР 4-го скликання (1955—1956). Помер у Москві 22 листопада 1956 року. Похований у Москві на Новодівочому цвинтарі (ділянка № 2).

## Творчість

### Театр

#### Ролі
Театр Корша
- Каренін («Живий труп» Льва Толстого);
- Мелузов («Таланти і шанувальники» Олександра Островского);
- Тузенбах («Три сестри» Антона Чехова)[2];

Театр Революції
- Корзинкін, Семен Рак («Кінець Криворильска», «Повітряний пиріг» Бориса Ромашова);
- міністр Кальман («Гоп-ля, ми живемо!» Ернста Толлера)[2];

Малий театр
- Телятєв («Скажені гроші» Олександра Островського; 1936);
- Болінгброк («Склянка води» Ежена Скріба; 1936);
- Репетилов («Лихо з розуму» Олександра Грибоєдова; 1938);
- полковник Бризгалов, Растегін («На березі Неви» Костянтина Треньова; 1939);
- Вандерстраатен («Урієль Акоста» Карла Гуцкова; 1940);
- Циганов («Варвари» Максима Горького; 1941);
- Городулін («На всякого мудреця досить простоти» Олександра Островського; 1941);
- Наполеон («Вітчизняна війна 1812 року» Льва Толстого; 1942);
- Мирон Горлов («Фронт» Олександра Корнійчука; 1942);
- Хіггінс («Пігмаліон» Бернарда Шоу; 1943);
- Макферсон («Російське питання» Костянтина Симонова; 1947);
- Беркутов («Вовки і вівці» Олександра Островського; 1947);
- Мак-Гілл («Змова приречених» Миколи Вірти; 1949);
- Фамусов («Лихо з розуму» Олександра Грибоєдова; 1950);
- Дудукін («Без вини винні» Олександра Островського; 1951);
- Стессель «(Порт-Артур» Івана Попова і Олександра Степанова; 1953).

#### Постановки
Іркутський драматичний театр
- «Вишневий сад» Антона Чехова;
- «Міщани» і «На дні» Максима Горького;

Театр Ленради
- «Розгром» по Олександру Фадєєву (1932);
- «Платон Кречет» Олександра Корнійчука (1935, виконавець головної ролі)[2];

Малий театр
- «Євгенія Гранде» за Оноре де Бальзаком (1939; режисер Уварова);
- «Варвари» Максима Горького (1941; спільно з Іллею Судаковим);
- «Дочка російського актора» Петра Григор'єва (1941);
- «Пігмаліон» (1943; режисер Євген Веліхов);
- «Іван Грозний» Олесія Толстого (1945; спільно з Провом Садовським і Борисом Нікольським);
- «Створення світу» Миколи Погодіна (1945);
- «За тих, хто в морі!» Бориса Лавреньова (1946; спільно з Веніаміном Циганковим);
- «Російське питання» Костянтина Симонова (1947; спільно з Євгеном Веліховим);
- «Велика сила» Бориса Ромашова (1947; спільно з Миколою Петровим);
- «Прибуткове місце» Олександра Островського (1948; спільно з Веніаміном Циганковим);
- «Безприданниця» Олександра Островського (1948; спільно з Левом Прозоровським);
- «Змова приречених» Миколи Вірти (1949);
- «Наш сучасник» Костянтина Паустовського (1949; спільно з Веніаміном Циганковим);
- «Незабутній 1919-й» Всеволода Вишневського (1950; спільно з Веніаміном Циганковим);
- «Настя Колосова» Валентина Овечкіна (1951);
- «Васса Желєзнова» Максима Горького (1952; спільно з Євгеном Веліховим);
- «Порт-Артур» Івана Попова і Олександра Степанова (1953: спільно з Павлом Марковим);
- «Крила» Олександра Корнійчука (1955; спільно з Веніаміном Циганковим);
- «Макбет» Вільяма Шекспіра (1955; спільно з Євгеном Веліховим);
- «Доктор філософії» Бранислава Нушича (1956).

### Кіно

#### Ролі
- Володимир Сергійович Торбін («Бухгалтер Торбін»/«Безодня життя», 1916);
- письмоводитель Петров («Неллі Раінцева», 1916);
- брат старого революціонера («Революціонер», 1917);
- Ртищев («Кульгавий пан», 1928);
- «Друзі совісті», 1932;
- фашист Фа («Маріонетки», 1933);
- Крутицький («Настя Устинова», 1934);
- у епізоді (немає в титрах) («Яків Свердлов», 1940);
- Шліхтер, оберст Люфтваффе («Бойова кінозбірка № 7», новелла «Приймальник катастроф», 1941);
- Павло Опанасович Фамусов, керуючий в казенному місці («Горе від розуму», фільм-спектакль, 1952);
- Циганков Сергій Миколайович, інженер («Варвари. Сцени в повітовому місті», фільм-спектакль, 1953).

#### Постановки
- «Варвари. Сцени в повітовому місті» (фільм-спектакль) (1953; спільно з Леонідом Луковим та Іллею Судаковим);
- «Васса Желєзнова» (фільм-спектакль) (1953; спільно з Леонідом Луковим);
- «Крила» (фільм-спектакль) (1956; спільно з Тетяною Лукашевич).

## Відзнаки
ордени СРСР
- орден Леніна (26 жовтня 1949)[3];
- орден Трудового Червоного Прапора (9 січня 1954)[3];

медалі СРСР
- медаль «За оборону Москви» (6 вересня 1944)[3];
- медаль «За доблесну працю у Великій Вітчизняній війні 1941—1945 рр.»;
- медаль «У пам'ять 800-річчя Москви»;

почесні звання СРСР
- народний артист РРФСР з 1945 року;
- народний артист СРСР з 1949 року;

Сталінські премії
- ІІ-го ступеня (1946; за постановку і виконання ролі доктора Хіггінса в спектаклі «Пігмаліон» Бернарда Шоу у 1943 році);
- ІІ-го ступеня (1947; за постановку вистави «За тих, хто в морі!» Бориса Лавреньова)[3];
- І-го ступеня (1948; за постановку вистави «Велика сила» Бориса Ромашова);
- І-го ступеня (1951; за постановку вистави «Незабутній 1919-й» Всеволода Вишневського)[4].